# Могильный, Анатолий Иванович
Анатолий Иванович Могильный (7 июня 1948, Самарканд, Узбекская ССР) — советский футболист, защитник.

## Биография
В 1968—1969 годах выступал во второй лиге за «Иристон» (Моздок), провёл не менее 20 матчей.
В 1970 году перешёл в ростовский СКА. Дебютный матч в высшей лиге сыграл 21 марта 1970 года против «Торпедо» (Кутаиси), заменив на 35-й минуте Валентина Казачка. В 1971 году стал финалистом Кубка СССР, участвовал в обоих финальных матчах против московского «Спартака». Свой первый гол в высшей лиге забил 29 сентября 1973 года в ворота ворошиловградской «Зари». Всего за армейский клуб сыграл в высшей лиге 95 матчей и забил один гол.
В 1974 году перешёл в «Пахтакор». Первые два сезона в команде отыграл в высшей лиге, затем провёл два сезона в первой, а с 1978 года — снова в высшей. В августе 1979 года не полетел с командой в Минск, когда самолёт с игроками «Пахтакора» потерпел катастрофу — по разным данным опоздал на самолёт, получил травму или отказался от поездки по семейным обстоятельствам. Его билет отдали дисквалифицированному на тот матч Михаилу Ану, который не должен был лететь.
В 1980 году был переведён в команду «Бустон» из Джизака — родного города главы Узбекской ССР Шарафа Рашидова, команда в том сезоне дебютировала в первой лиге. Сезон 1981 года начал в Джизаке матчами на Кубок СССР, однако в марте того же года вернулся в «Пахтакор». В июле 1981 года был подвергнут критике на пленуме ВЛКСМ Узбекистана и обвинён в организации договорных матчей, после чего переведён обратно в Джизак, а вскоре совсем покинул Узбекистан.
Всего в составе «Пахтакора» сыграл в первенствах страны 169 матчей и забил 5 голов, из них в высшей лиге — 103 матча и 2 гола. С учётом матчей за ростовский СКА провёл в высшей лиге 198 матчей и забил 3 гола.
В конце карьеры выступал во второй лиге за «Атоммаш» (Волгодонск), провёл более 100 матчей.